# Burim-myeon
Burim-myeon (koreanska: 부림면)  är en socken i kommunen Uiryeong-gun i provinsen Södra Gyeongsang, i den centrala delen av Sydkorea, 260 km söder om huvudstaden Seoul.